# پارک شبه‌ملی اکیزان-کاگا
پارک شبه‌ملی اکیزان-کاگا (به لاتین: Echizen-Kaga Kaigan Quasi-National Park) یک منطقهٔ مسکونی در ژاپن است که در منطقه چوبو واقع شده‌است.